# Alexios II. (Byzanz)
Alexios II. Komnenos (mittelgriechisch Ἀλέξιος Βʹ Κομνηνός; * 10. September 1169 in Konstantinopel; † Oktober 1183) war byzantinischer Kaiser von 1180 bis 1183. Er war ein Sohn Kaiser Manuels I. Komnenos und Marias (Xene), der Tochter des Raimund von Antiochia.

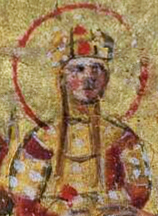
Alexios II. Komnenos; Ausschnitt aus einem Portrait mit seinem Vater

## Leben

### Regentschaft Marias und des Protosebastos Alexios
Im Jahr 1171 wurde der junge Alexios zum Mitkaiser seines Vaters gekrönt. Am 2. März 1180 heiratete der elfjährige Alexios II. Komnenos die achtjährige französische Prinzessin 
Agnes (Anna), der Tochter des französischen Königs Ludwig VII.
Bei Kaiser Manuels Tod im September 1180 war Alexios noch ein Kind, somit proklamierte sich seine Mutter Maria, die nach dem Tod ihres Mannes nur offiziell unter dem Namen „Xene“ in einen Konvent gegangen war, zur Regentin; sie übergab ihren Sohn an Berater, die ihn in jeder Ausschweifung ermutigten, unterstützte die Regierung des Protosebastos (siehe Ämter und Titel im byzantinischen Reich) Alexios, eines Vetters Alexios’ II., der allgemein als Marias Liebhaber galt. 
Der junge Alexios und seine Freunde versuchten sich Anfang 1182 gegen die Kaiserinmutter und den Protosebastos zusammenzuschließen. Seine Halbschwester Maria, Ehefrau des Caesar Johannes, der schon im Frühjahr 1181 erfolglos einen Aufstand versucht hatte, stachelte Aufstände in den Straßen der Hauptstadt an, bis sie jedoch am 2. Mai 1182 geschlagen wurden. Jedoch war Alexios Mutter wieder gezwungen, die Verschwörer zu begnadigen.

### Regentschaft von Andronikos Komnenos
Andronikos Komnenos, ein Vetter von Alexios’ Vater Manuel, nutzte die Wirren zu seinem Vorteil: Er zog im April 1182 Richtung Konstantinopel, wo er im Mai mit fast göttlichen Ehren empfangen wurde, und stürzte die Regenten. Kurz nach seiner Ankunft kam es zu einem Massaker an den Lateinern in der Stadt, darunter vor allem genuesischen und pisanischen Händlern, dem Andronikos keinen Einhalt gebot.
Andronikos, der nun faktisch die Macht ausübte, erlaubte Alexios’ Krönung, zwang ihn aber gleichzeitig, seine Freunde in den Tod zu schicken, ebenso seine lateinischen Verwandten – zunächst starben seine Halbschwester Maria und der Caesar Johannes vermutlich durch Gift, und wenig später wurde seine Mutter hingerichtet. Die Ehe des jungen Kaisers mit Anna wurde auf seine Anweisung hin aufgelöst. Andronikos entpuppte sich alsbald als brutaler Willkürherrscher, der sich nach der Machtergreifung umgehend der Beseitigung möglicher Rivalen widmete. Das gewaltsame Vorgehen gegen die führenden Aristokratenfamilien führte zu einer Serie von Aufständen ranghoher Militärs, die noch unter Manuel I. Karriere gemacht hatten. So ging Andronikos unter anderem gegen die Generäle Andronikos Angelos, Andronikos Kontostephanos und Johannes Komnenos Batatzes vor.
Am 24. September 1183 wurde der Regent, der Alexios jede Einflussnahme in öffentlichen Angelegenheiten verwehrte, auch formell zum Mitkaiser ernannt. Unter dem Vorwand, dass geteilte Herrschaft dem Reich nicht gut tue, befahl er bald darauf Alexios’ Ermordung; der Auftrag wurde von Stephanos Hagiochristophorites, dem Hetaireiarchen Konstantinus Tripsychos und Theodorus Dadibrenos ausgeführt, Alexios mit einer Bogensehne erdrosselt. Andronikos selbst heiratete darauf Alexios’ Witwe Agnes und errichtete für fast zwei Jahre eine Schreckensherrschaft bis er selbst gestürzt wurde und die Herrschaft der Komnenen über Byzanz endete.